# Omphalophana adamantina
Omphalophana adamantina är en fjärilsart som beskrevs av Blachier 1905. Omphalophana adamantina ingår i släktet Omphalophana och familjen nattflyn. Inga underarter finns listade i Catalogue of Life.